# Griekenland op de Olympische Zomerspelen 1912
Griekenland nam deel aan de Olympische Zomerspelen 1912 in Stockholm, Zweden. Het was de vijfde achtereenvolgende deelname.

## Medailleoverzicht
| Sport    | Olympiër                 | Discipline              | Medaille |
| -------- | ------------------------ | ----------------------- | -------- |
| Atletiek | Konstantinos Tsiklitiras | staand verspringen (m)  | Goud     |
| Atletiek | Konstantinos Tsiklitiras | staand hoogspringen (m) | Brons    |

## Deelnemers en resultaten

### Atletiek
| Olympiër                  | Discipline               | Resultaat | Prestatie                                           |
| ------------------------- | ------------------------ | --------- | --------------------------------------------------- |
| Dimitrios Triantafyllakos | 100m (m)                 | series    | serie 6: 5de                                        |
| Iraklis Sakellaropoulos   | marathon (m)             | 26e       | 3:11.37,0                                           |
| Konstantinos Tsiklitiras  | staand verspringen (m)   | Goud      | kwalificatie: 1ste met 3,37m finale: 1ste met 3,37m |
| Konstantinos Tsiklitiras  | staand hoogspringen (m)  | Brons     | kwalificatie: 1ste met 1,50m finale: 3de met 1,55m  |
| Georgios Banikas          | polsstokhoogspringen (m) | 26e       | kwalificatie: 18de met 3,20m                        |
| Michalis Dorizas          | kogelstoten (m)          | 11e       | kwalificatie: 11de met 12,05m                       |
| Michalis Dorizas          | discuswerpen (m)         | 13e       | kwalificatie: 13de met 39,28m                       |

### Schermen
| Olympiër | Discipline     | Resultaat | Prestatie |
| --- | -------------- | --------- | --- |
| Konstantinos Kotzias                                                                                              | degen (m)      | 26e       | 1ste ronde groep C: 1ste met 1 nederlaag kwartfinale groep B: 4de met 3 nederlagen                                                |
| Petros Manos | degen (m)      | 12e       | 1ste ronde groep B: 2de met 1 nederlaag kwartfinale groep E: 2de met 2 nederlagen halve finale groep A: 3de met 3 nederlagen      |
| Sotirios Notaris                                                                                                  | degen (m)      | 25e       | 1ste ronde groep A: 3de met 2 nederlagen kwartfinale groep B: 4de met 2 nederlagen                                                |
| Georgios Petropoulos                                                                                              | degen (m)      | 9e        | 1ste ronde groep P: 1ste met 1 overwinningen kwartfinale groep D: 3de met 2 nederlagen halve finale groep F: 3de met 2 nederlagen |
| Trifon Triantafyllakos                                                                                            | degen (m)      | 26e       | 1ste ronde groep O: 2de met 2 nederlagen kwartfinale groep F: 4de met 3 nederlagen                                                |
| Georgios Versis                                                                                                   | degen (m)      | 26e       | 1ste ronde groep M: 3de met 3 nederlagen kwartfinale groep H: 4de met 3 nederlagen                                                |
| Konstantinos Kotzias Petros Manos Georgios Petropoulos Trifonos Triantafyllakos Georgios Versis Panagiotis Kambas | degen team (m) | 5e        | 1ste ronde groep D: 2de met 1 overwinning halve finale groep B: 3de met 1 nederlaag                                               |
| Sotirios Notaris                                                                                                  | floret (m)     | 25e       | 1ste ronde groep F: 3de met 2 nederlagen kwartfinale groep E: 4de met 3 nederlagen                                                |

### Schietsport
| Olympiër | Discipline                                      | Resultaat | Prestatie   |
| --- | ----------------------------------------------- | --------- | ----------- |
| Nikolaos Levidis | 50m geweer liggend (m)                          | 25e       | 181 punten  |
| Frangiskos Mavrommatis                                                                                                | 50m geweer liggend (m)                          | 34e       | 172 punten  |
| Ioannis Theofilakis                                                                                                   | 50m geweer liggend (m)                          | 32e       | 173 punten  |
| Iakovos Theofilas | 50m geweer liggend (m)                          | 37e       | 167 punten  |
| Frangiskos Mavrommatis Alexandros Theofilakis Ioannis Theofilakis Nikolaos Levidis Iakovos Theofilas Spyridon Mostras | Militair geweer 200, 400, 500 en 600 m team (m) | 7e        | 1445 punten |
| Nikolaos Levidis | 600m militair geweer (m)                        | 52e       | 73 punten   |
| Frangiskos Mavrommatis                                                                                                | 600m militair geweer (m)                        | 22e       | 82 punten   |
| Alexandros Theofilakis                                                                                                | 600m militair geweer (m)                        | 68e       | 66 punten   |
| Ioannis Theofilakis                                                                                                   | 600m militair geweer (m)                        | 34e       | 79 punten   |
| Iakovos Theofilas | 600m militair geweer (m)                        | 85e       | 13 punten   |
| Nikolaos Levidis | 300m militair geweer 3 houdingen (m)            | 4e        | 95 punten   |
| Frangiskos Mavrommatis                                                                                                | 300m militair geweer 3 houdingen (m)            | 17e       | 87 punten   |
| Spyridon Mostras | 300m militair geweer 3 houdingen (m)            | 88e       | 44 punten   |
| Alexandros Theofilakis                                                                                                | 300m militair geweer 3 houdingen (m)            | 67e       | 69 punten   |
| Ioannis Theofilakis                                                                                                   | 300m militair geweer 3 houdingen (m)            | 75e       | 63 punten   |
| Iakovos Theofilas | 300m militair geweer 3 houdingen (m)            | 72e       | 66 punten   |
| Nikolaos Levidis | 25m geweer (m)                                  | 30e       | 192 punten  |
| Frangiskos Mavrommatis                                                                                                | 25m geweer (m)                                  | 18e       | 204 punten  |
| Ioannis Theofilakis                                                                                                   | 25m geweer (m)                                  | 21e       | 214 punten  |
| Alexandros Theofilakis                                                                                                | 25m geweer (m)                                  | 36e       | 116 punten  |
| Nikolaos Levidis Frangiskos Mavrommatis Ioannis Theofilakis Alexandros Theofilakis                                    | 25m geweer team (m)                             | 4e        | 716 punten  |
| Nikolaos Levidis Frangiskos Mavrommatis Ioannis Theofilakis Alexandros Theofilakis                                    | 50m geweer team (m)                             | 5e        | 708 punten  |
| Nikolaos Levidis | lopend hert 1 schot (m)                         | 15e       | 31 punten   |
| Ioannis Theofilakis                                                                                                   | lopend hert 1 schot (m)                         | 29e       | 24 punten   |
| Frangiskos Mavrommatis                                                                                                | 50m pistool (m)                                 | 26e       | 425 punten  |
| Konstantinos Skarlatos                                                                                                | 50m pistool (m)                                 | 30e       | 420 punten  |
| Ioannis Theofilakis                                                                                                   | 50m pistool (m)                                 | 18e       | 441 punten  |
| Alexandros Theofilakis                                                                                                | 50m pistool (m)                                 | 47e       | 369 punten  |
| Frangiskos Mavrommatis Ioannis Theofilakis Konstantinos Skarlatos Alexandros Theofilakis                              | 50m pistool team (m)                            | 5e        | 1731 punten |
| Nikolaos Levidis | 30m duelpistool (m)                             | 34e       | 231 punten  |
| Frangiskos Mavrommatis                                                                                                | 30m duelpistool (m)                             | 29e       | 258 punten  |
| Anastasios Metaxas | 30m duelpistool (m)                             | 35e       | 232 punten  |
| Konstantinos Skarlatos                                                                                                | 30m duelpistool (m)                             | 27e       | 261 punten  |
| Alexandros Theofilakis                                                                                                | 30m duelpistool (m)                             | 33e       | 242 punten  |
| Ioannis Theofilakis                                                                                                   | 30m duelpistool (m)                             | 23e       | 263 punten  |
| Frangiskos Mavrommatis Georgios Petropoulos Konstantinos Skarlatos Ioannis Theofilakis                                | 30m duelpistool team (m)                        | 5e        | 115 punten  |
| Anastasios Metaxas | trap (m)                                        | 4e        | 88 punten   |

### Worstelen
| Olympiër                | Discipline     | Resultaat      | Prestatie                                                    |
| Grieks-Romeins          | Grieks-Romeins | Grieks-Romeins | Grieks-Romeins                                               |
| ----------------------- | -------------- | -------------- | ------------------------------------------------------------ |
| Anastasios Antonopoulos | -75kg (m)      | 26e            | 1ste ronde: V van SWE Fältström 2de ronde: V van ITA Gargano |

### Zwemmen
| Olympiër              | Discipline          | Resultaat | Prestatie              |
| --------------------- | ------------------- | --------- | ---------------------- |
| Andreas Asimakopoulos | 100m vrije slag (m) | series    | serie 1: 3de in 1.15,4 |

Australazië · België · Bohemen · Canada · Chili · Denemarken · Duitsland · Egypte · Finland · Frankrijk · Griekenland · Groot-Brittannië · Hongarije · IJsland · Italië · Japan · Luxemburg · Nederland · Noorwegen · Oostenrijk · Portugal · Rusland · Servië · Turkije · Verenigde Staten · Zuid-Afrika · Zweden · Zwitserland